# پوپوویتسه (ناحیه برنو-تسوونتری)
پوپوویتسه (به چکی: Popovice) یک منطقهٔ مسکونی در جمهوری چک است که در ناحیه برنو-تسوونتری واقع شده‌است. پوپوویتسه ۲٫۶۱ کیلومتر مربع مساحت و ۳۴۸ نفر جمعیت دارد و ۱۸۹ متر بالاتر از سطح دریا واقع شده‌است.